# Calligonum crinitum
Calligonum crinitum là một loài thực vật có hoa trong họ Rau răm. Loài này được Boiss. mô tả khoa học đầu tiên năm 1859.